# Calea ferată Câmpulung Moldovenesc–Vatra Dornei
Calea ferată Câmpulung Moldovenesc–Vatra Dornei este o cale ferată principală din România. Ea a fost construită în partea de sud a regiunii istorice Bucovina, pe văile râurilor Moldova și Bistrița Aurie. Traseul traversează o culme a Carpaților Orientali.

## Istoric
Această linie de cale ferată a fost construită pe teritoriul austriac al Imperiului Austro-Ungar.
În anul 1888 a fost pusă în funcțiune Calea ferată secundară Hatna–Kimpolung (azi Dărmănești–Câmpulung Moldovenesc), care a fost administrată de compania Bukowinaer Lokalbahnen. Ea a avut un rol important în dezvoltarea regiunilor montane îndepărtate ale Bucovinei și a sprijinit silvicultura și industria de prelucrare a lemnului.
La 23 octombrie 1899, împăratul Franz Joseph I al Austro-Ungariei a acordat companiei Bukowinaer Lokalbahnen concesiunea pentru prelungirea traseului de cale ferată de la Câmpulung Moldovenesc (anterior Kimpolung) în orașul balnear Vatra Dornei (anterior Dorna Watra). Termenul de construcție a fost estimat la un an și jumătate pentru tronsonul până la Valea Putnei (anterior Valeputna) și trei ani și jumătate până la Vatra Dornei. Această concesiune prevedea construirea unei ramificații de la Pojorâta (anterior Pożoritta) spre Fundu Moldovei (anterior Louisenthal), care trebuia să realizeze o legătură cu minele locale de acolo. Concesiunea trebuia să se aplice până la 4 iunie 1973.
Ambele tronsoane au fost deschise traficului înainte de termen: tronsonul de la Câmpulung Moldovenesc la Valea Putnei la 9 ianuarie 1901 și cel de la Valea Putnei la Vatra Dornei la 29 octombrie 1902 (în acest ultim caz, trebuia să fie construit un tunel lung de 1647 m).
În primul război mondial, traseul a fost teatrul de luptă între armatele austro-ungare și cele rusești și a avut o importanță strategică majoră în înaintarea trupelor rusești în timpul Ofensivei Brusilov din 1916. Autoritățile austro-ungare au dispus construirea unui traseu provizoriu de cale ferată de la Prundu Bârgăului din Transilvania peste Pasul Tihuța către Vatra Dornei, pentru a permite aprovizionarea eficientă a trupelor proprii izolate.
După primul război mondial, Bucovina a devenit parte componentă a României; calea ferată a fost preluată de către compania românească CFR. În 1940, linia de cale ferată de la Dărmănești la Câmpulung Moldovenesc a devenit punctul de plecare al unei căi ferate importante care traversa Carpații Orientali înspre Transilvania.

## Situație actuală
Această linie de cale ferată este, alături de Calea ferată Sfântu Gheorghe–Siculeni–Adjud, singura legătură între partea de est a țării și Transilvania și are importanță atât pentru traficul de pasageri, cât și pentru cel de marfă. Ea este electrificată și în cea mai mare parte este o linie simplă; numai pe tronsonul între Pojorâta și Iacobeni a fost extinsă la două linii. În anul 2009, circulau zilnic pe un singur sens între șapte și nouă trenuri personale și accelerate. 
Viteza actuala de circulatie pentru trenurile de calatori:

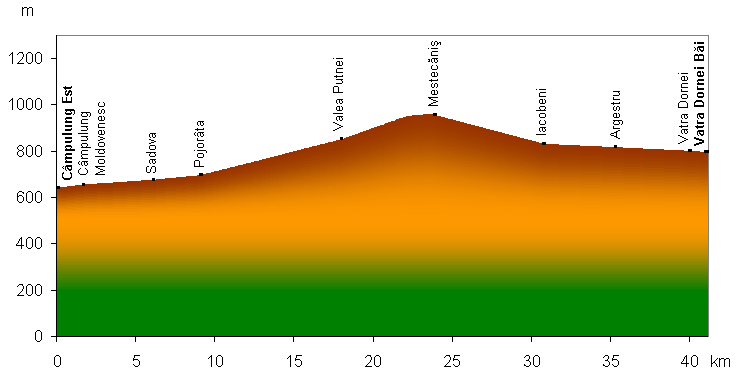
Profilul la înălțime al căii ferate

-65 km/h Campulung Est - Sadova;
-50 km/h Sadova - Argestru;
-60 km/h Argestru - Vatra Dornei.

## Imagini

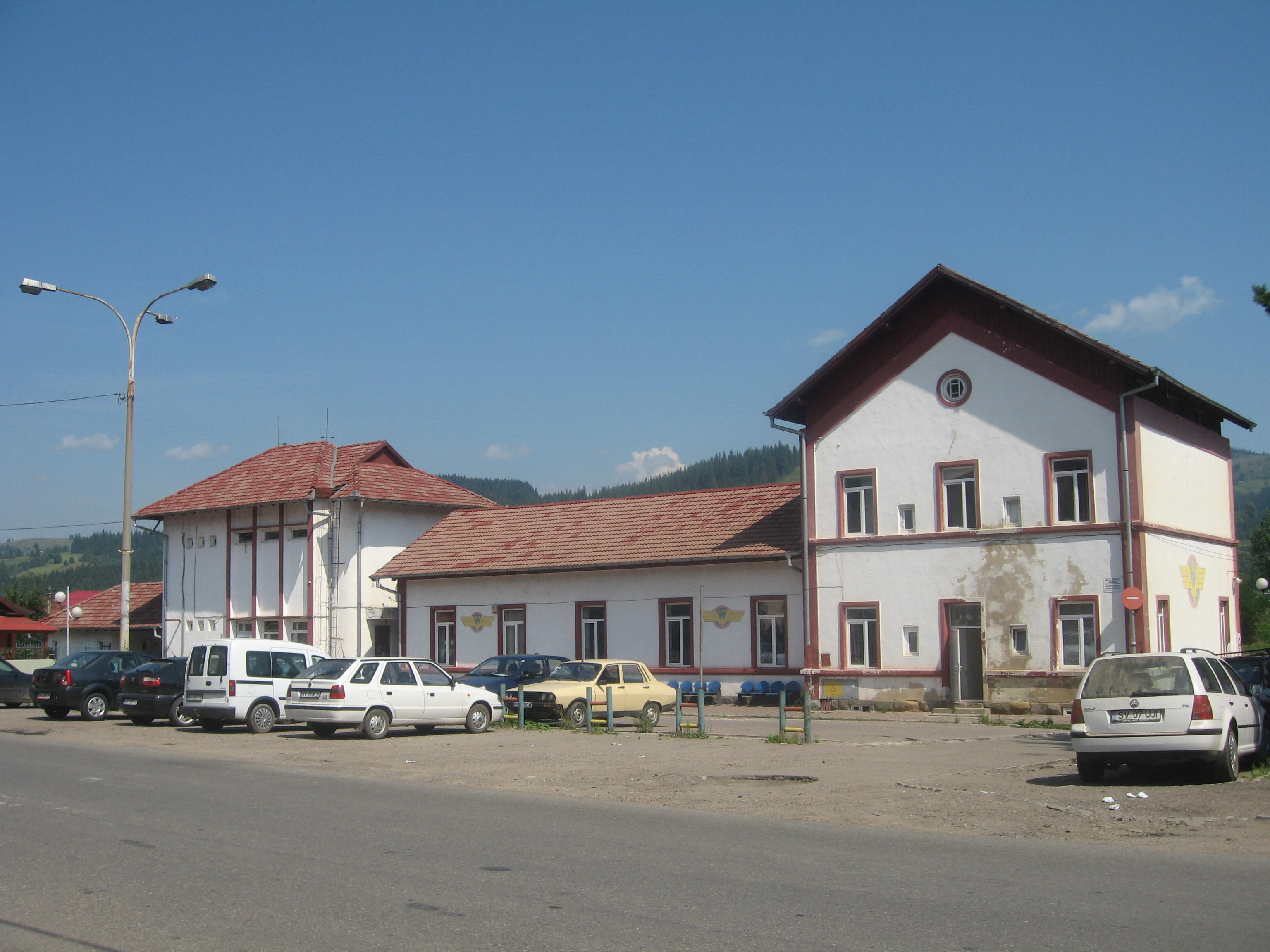
Gara centrală din Câmpulung Moldovenesc
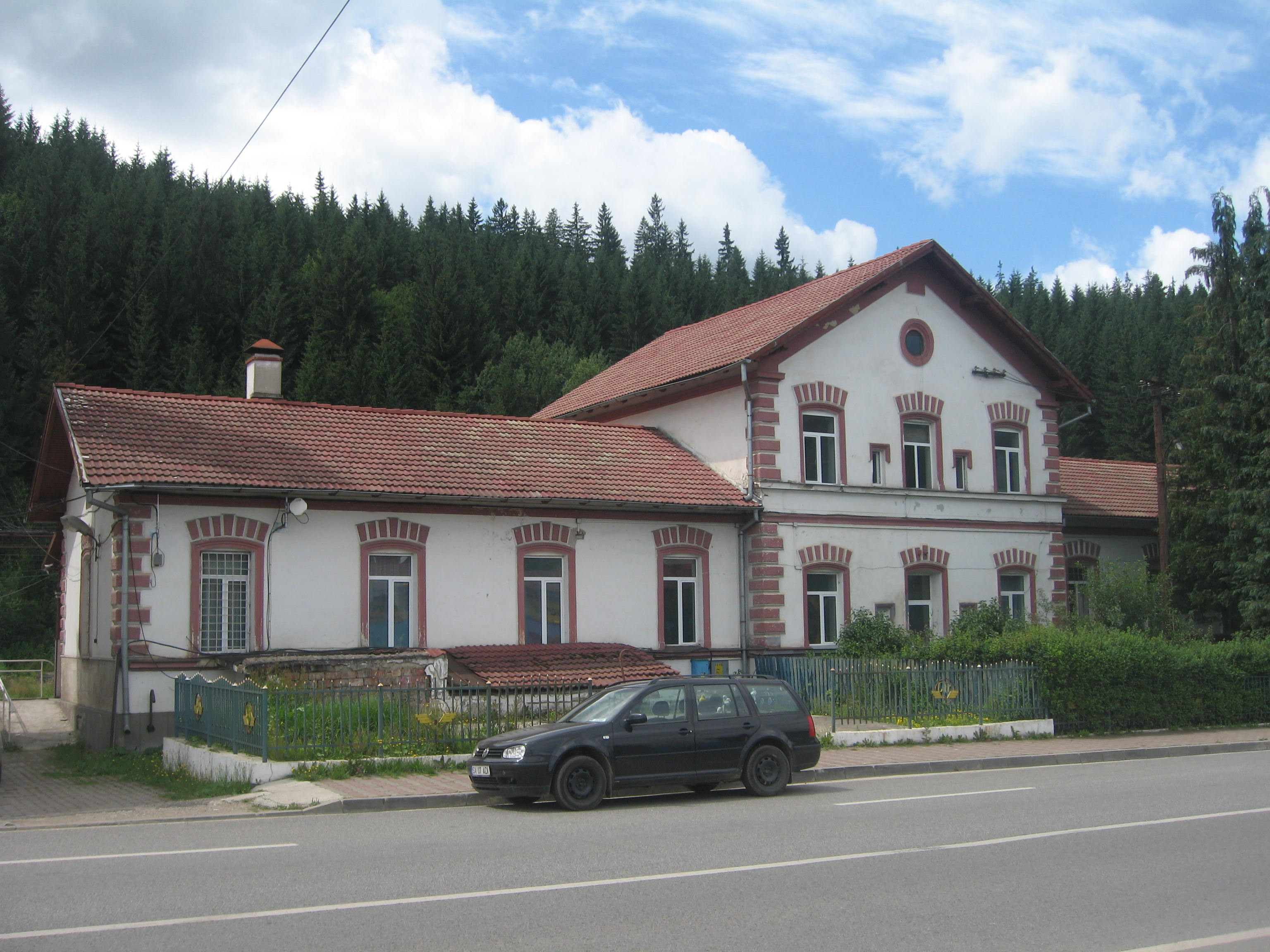
Gara mare din Vatra Dornei
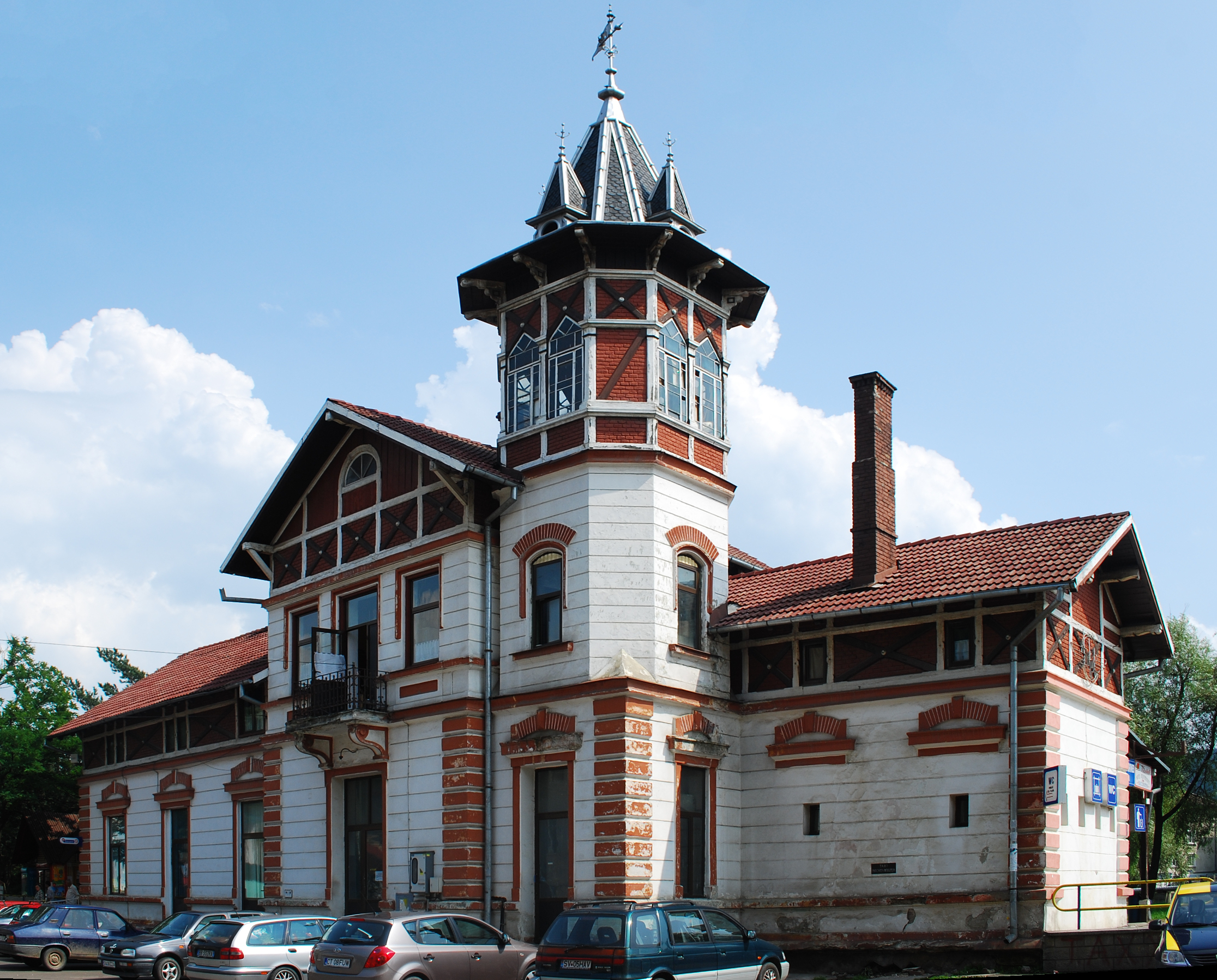
Gara Vatra Dornei Băi